# Simon Fairweather
Simon Fairweather (n. 9 octombrie 1969, Adelaide, Australia de Sud, Australia) este un arcaș ce a reprezentat Australia, medaliat olimpic. A participat la 5 ediții ale Jocurilor Olimpice (1988, 1992, 1996, 2000, 2004) în care a câștigat o medalie de aur.